# Valenfriesia rotundata
Espèce
Statut de conservation UICN

 PE  : Peut-être éteint
Valenfriesia rotundata est une espèce de coléoptère de la famille des Anthribidae, appelée en anglais « Rotund fungus weevil » (charançon des champignons). Elle est endémique de l'île de Sainte-Hélène.

## Répartition et habitat
L'espèce est endémique de l'île de Sainte-Hélène. Les organismes du genre Valenfriesia sont généralement associés à des habitats forestiers insulaires ou à des microhabitats où se trouvent des champignons (d'où le nom vernaculaire de « fungus weevil »). Elle est confinée aux parties les plus élevées de la crête centrale élevée. La zone d'occupation est de 4 km².

## Statut de conservation
D'après les synthèses et listes récentes, Valenfriesia rotundata est classée en danger critique d'extinction (peut-être éteint), la dernière observation connue remonte à mars 1967.